# 타카기 리나
타카기 리나(高木りな)는 일본의 영화 배우이다. 1998년 후지TV 드라마 'not so 퍼펙트 러브!'로 데뷔했다.

## 영화
- 고(2001) - 단역
- 잼 필름스 2(2003) - 주연
- 워터스(2006) - 단역
- 시간의 숲(2012) - 타카기 리나 역
- 아가씨(2016) - 히데코 엄마 역, 일본어 교육

## 방송
- not so 퍼펙트 러브!(1998)
- 츠구미에게...- 작은 생명을 잊지 않아(2000)
- 편집왕(2000)
- 카바치타레(2001)
- 빙점 2001(2001)
- 트릭2(2002)
- 웨딩 플래너 - Sweet Delivery(2002)
- 제니바나 - 긴자 호스테스 주식전쟁(2006)
- 떼루아(2008)
- 에드워드 권의 Yes Chef 시즌 2(2011) - Top6
- 사랑하는 메종 ~레인보우 로즈~(2012)
- Appeal(2012)